# Parapales brunnea
Parapales brunnea là một loài ruồi trong họ Tachinidae.